# 上小倉一志
上小倉 一志（かみこくら ひとし、1961年1月 - ）は、日本の書家。皇學館大学文学部国文学科教授。書道史が専門。北海道出身。

## 著書
- 『韓天寿が愛した石刻資料』